# Посланник смерті (фільм, 1914)
Посланник смерті (англ. The Messenger of Death) — американська короткометражна драма 1914 року.

## У ролях
- Чарльз Метер — Джек Теннант
- Міньон Андерсон — Мей, його дружина
- Ірвінг Каммінгс — Джонс
- Вільям Е. Шей — лейтенант
- Джон Ленберг — Рей
- Юджин Мур — Кан
- Едвард Ворд — Махал
- Ед Фрей